# Strada nazionale 45 del Colle di Nava
La strada nazionale 45 del Colle di Nava era una strada nazionale del Regno d'Italia, che congiungeva Genola ad Oneglia.
Venne istituita nel 1923 con il percorso "Innesto con la nazionale n. 42 presso Genola - Mondovì - Ceva - Colle di Nava - Oneglia".
Nel 1928, in seguito all'istituzione dell'Azienda Autonoma Statale della Strada (AASS) e alla contemporanea ridefinizione della rete stradale nazionale, il suo tracciato costituì per intero la strada statale 28 del Colle di Nava.